# Amargasuchus
Amargasuchus ist eine ausgestorbene Gattung aus der Gruppe der Mesoeucrocodylia, die aus der Unterkreide Argentiniens stammt. Die Mesoeucrocodylia umfassen die heutigen Krokodile sowie verschiedene krokodilähnliche Gruppen; die systematische Position von Amargasuchus innerhalb der Mesoeucrocodylia ist jedoch unklar. Bisher ist lediglich ein einziger fragmentarischer Oberkiefer bekannt, der aus der La-Amarga-Formation stammt und auf das Untere Barremium datiert werden kann. Einzige Art ist Amargasuchus minor.

## Merkmale
Amargasuchus war ein kleines Krokodil. Der erhaltene Abschnitt des Oberkiefers misst eine Länge von 4,16 cm, der gesamte Schädel hätte eine Länge von etwa 9 bis 10 cm gezeigt. Die Schnauze war schmal und zeigte eine moderate Höhe, die Unterseite des Oberkiefers war gerade. Amargasuchus wies ein Antorbitalfenster auf, ein vor dem Auge gelegenes zusätzliches Schädelfenster, das für Vertreter der Archosaurier typisch ist, bei heutigen Krokodilen aber fehlt. Der erhaltene Abschnitt des Oberkiefer weist 13 Zahnfächer (Alveolen) auf, die Zähne selbst sind jedoch nicht erhalten. Aus der Form der Zahnfächer lässt sich jedoch schließen, dass die Zähne seitlich abgeflacht waren. Die Zähne entsprachen sich in ihrer Größe, stark vergrößerte (hypertrophe) Zähne fehlten.

## Systematik
In seiner Erstbeschreibung ordnete Luis Chiappe (1988) Amargasuchus den Trematochampsidae zu, einer Gruppe innerhalb der Mesoeucrocodylia, der unter anderem die Gattungen Trematochampsa und Hamadasuchus zugeschrieben werden. Diego Pol und Zulma Gasparini (2007) bemerken jedoch, dass die Trematochampsidae eine problematische und nicht ausreichend definierte Gruppe seien, und dass die derzeitigen Nachweise nicht ausreichen würden, um Amargasuchus sicher dieser Gruppe zuordnen zu können. Stattdessen klassifizieren diese Forscher Amargasuchus als nicht weiter einzuordnenden Vertreter der Mesoeucrocodylia (Mesoeucrocodylia incertae sedis) und verzichten damit auf eine genauere Einordnung dieser Gattung.

## Fundgeschichte
Der Fund wurde 1984 von einer Expedition unter der Leitung von José Bonaparte entdeckt. Er fand sich zusammen mit dem Skelett des sauropoden Dinosauriers Amargasaurus. Der Fundort befindet sich etwa 70 km südlich der Stadt Zapala in der argentinischen Provinz Neuquén. Der Fund (Holotyp, Exemplarnummer MACN-N-12) wird in der Sammlung des Museo Argentino de Ciencias Naturales Bernardino Rivadavia in Buenos Aires aufbewahrt.
Der Name Amargasuchus weist auf die La-Amarga-Formation, aus welcher der Fund stammt. Der zweite Teil des Artnamens, minor, weist auf die geringe Größe dieses Krokodils.

## Belege
1. 1 2 3 4  Diego Pol, Zulma Gasparini: Crocodyliformes. In: Zulma Gasparini, Leonardo Salgado, Rodolfo A. Coria: Patagonian Mesozoic Reptiles. Indiana University Press, Bloomington u. a. IN 2007, ISBN 978-0-253-34857-9, S. 122–124.
2. 1 2 3 4 5  Luis M. Chiappe: A new trematochampsid crocodile from the Early Cretaceous of north-western Patagonia, Argentina and its palaeobiogeographical and phylogenetic implications. In: Cretaceous Research. Bd. 9, Nr. 4, 1988, ISSN 0195-6671, S. 379–389, doi:10.1016/0195-6671(88)90009-2